# 黄昏のモノローグ
「黄昏のモノローグ」（たそがれのモノローグ）は、今井美樹の1枚目のシングル。1986年5月21日発売。発売元はフォーライフ・レコード（現：フォーライフミュージックエンタテイメント）。

## 解説
日本テレビ系水曜ドラマ『妻たちの初体験』主題歌。

## 収録曲
（作詞：来生えつこ、作曲：鈴木キサブロー）
1. 黄昏のモノローグ [4:33]
編曲：鷺巣詩郎
  - 1stアルバム『femme』（1986年12月5日）、3rdベスト・アルバム『IMAI MIKI from 1986』（1998年7月1日）に収録。
2. ためいき模様 [4:11]
編曲：川村栄二